# Alemania Meridional
El concepto de Alemania Meridional (en alemán: Süddeutschland) describe la parte más sureña de Alemania. No tiene una frontera geográfica definida, pero suele comprender Baviera, Baden-Württemberg y la parte más meridional de Hesse. A veces también se incluyen las regiones del Sarre y Renania-Palatinado.